# Montecatini Terme
Montecatini Terme település Olaszországban, Toszkána régióban, Pistoia megyében. Lakosainak száma 20 690 fő (2023. január 1.). Montecatini Terme Buggiano, Marliana, Massa e Cozzile, Pieve a Nievole, Ponte Buggianese és Serravalle Pistoiese községekkel határos.
2021 óta az Európa nagy fürdővárosai világörökségi helyszín része.

## Érdekességek
- A Terme Tettuccio-t, Montecatini legnagyobb termálfürdőjét I. Lipót, Toszkána nagyhercege (II. Lipót néven magyar király), Mária Terézia fia építtette.
- Montecatinit több ismert személyiség is felkereste, köztük Verdi, illetve Puccini, aki itt írta népszerű operája, a Bohémélet egy részét

## Népesség
A település lakossága az elmúlt években az alábbi módon változott:
| Lakosok száma | 20 409 | 20 540 | 20 690 |
|               | 2015   | 2018   | 2023   |